# Касымбеков, Канымбек-Кано
Канымбек-Кано Касымбеков (каз. Қанымбек Қасымбеков; 4 февраля 1943, с. Шиен Казахская ССР (ныне Жамбылского района Алматинской области Казахстана) — 15 февраля 2014, Алма-Ата) — советский и казахстанский кинорежиссёр

 и сценарист, Заслуженный деятель Казахстана.

## Биография
После окончания школы, не зная ни слова по-русски, отправился в Москву, поступать во ВГИК, сдал документы и экзамен, но не прошёл. Обратился к ректору и тот, окинув молодого казаха острым взглядом, дал указание принять его в институт. Позже, ректор в разговоре с Касымбековым, сказал, что глядя на сияющий вид его старых сапог военных лет подумал: Тот, кто уважает свои ноги, уважает и свою голову, — эта надежда меня не обманула. Через полгода он выучил русский язык и проучившись пять лет в 1969 году окончил режиссёрское отделение Всесоюзного государственного института кинематографии (мастерская Г. Н. Чухрая, В. В. Белокурова), получив диплом с отличием.
Был направлен на киностудию «Казахфильм».
В 1971 году снял свой первый полнометражный художественный фильм «Шок и Шер», получивший признание авторитетного международного жюри — Приз «Серебряная Нимфа» на Международном кинофестивале в Монте-Карло за лучший детский фильм в 1972 году.
За свою карьеру снял около десяти игровых, в основном, детских фильмов и ряд документальных кинолент.

## Избранная фильмография
- 2008 — Суматоха
- 1996 — Юность Жамбыла
- 1994 — Тебе нужен щенок? / Саған күшік керекпе?
- 1992 — Прощаться не хочу (режиссёр и сценарист)
- 1990 — Последняя лисичка (режиссёр и сценарист)
- 1985 — Лети, журавлик
- 1982 — Красная юрта
- 1979 — Когда тебе двенадцать лет
- 1972 — Шок и Шер

## Награды и звания
- 1972 — Приз «Серебряная нимфа» на Международном фестивале телефильмов в Монте-Карло (фильм «Шок и Шер»)
- Приз Союза кинематографистов СССР на Всесоюзном кинофестивале телевизионных фильмов в Ташкенте (1973)
- Премия Ленинского комсомола Казахстана (1974)
- Приз Пятого Всероссийского кинофестиваля в Санкт-Петербурге (Гатчина) за фильм «Юность Жамбыла» (1998)
- Приз «За лучшее изображение детской тематики» на II МКФ «Звезды Шакена»
- Специальный приз «За самый добрый фильм» на Международном детском кинофестивале «Кинотаврик» за фильм «Тебе нужен щенок?» (Сочи, 2004)
- Заслуженный деятель Казахстана